# NGC 1884
NGC 1885 é um aglomerado estelar aberto na direção da constelação de Dorado. O objeto foi descoberto pelo astrônomo John Herschel em 1837.